# 艾琳·莫根斯坦
艾琳·莫根斯坦（英語：Erin Morgenstern，1978年7月8日—），美國小說家，本名艾琳·麥考利（Erin McCauley）。

## 經歷
麻薩諸塞州出身，2000年自史密斯學院畢業。
2011年出版第一本小說《夜行馬戲團》即連續七周居於紐約時報暢銷排行榜上，同年本書獲得Guardian First Book Award，翌年獲得美國圖書館協會的Alex Awards及軌跡獎的最佳首作。

## 外部連結
- 官方网站
- 艾琳·莫根斯坦在互联网电影资料库（IMDb）上的資料（英文）
- Erin Morgenstern在国会图书馆管理局的纪录，有3条目录纪录